# Miniopterus schreibersii
El murciélago de cueva (Miniopterus schreibersii) es una especie murciélago de la familia de los vespertiliónidos.
M. schreibersii es la única especie de murciélago de Europa que presenta implantación diferida del blastocito.
La posición taxonómica del género Miniopterus está en discusión; algunos autores lo sitúan dentro de una familia propia, Miniopteridae, pero estudios más recientes lo consideran una subfamilia de los vespertiliónidos. 

## Descripción
Miniopterus schreibersii es un murciélago de mediano tamaño, con el hocico muy corto, perfil achatado y protuberante, las orejas son pequeñas y triangulares, con trago corto, redondeado y proyectado hacia dentro. Las alas son largas y estrechas. Pelaje corto y denso, de color pardo grisáceo en el dorso y más pálido en la zona ventral, mide de 42,9 a 49,9 mm con un peso de 10 a 20 gramos. Su fórmula dentaria es {\displaystyle {\frac {2.1.2.3}{3.1.3.3}}} .
Emite sonidos de ecolocalización de alrededor de 55 kHz, se pueden confundir con las emisiones de Pipistrellus pygmaeus, pero se diferencian en que los intervalos entre pulsos son más regulares.
Es una especie muy gregaria, que forma colonias de cientos o miles de individuos durante todo el año, durante la cría suele agruparse con Myotis myotis, Myotis blythii, Rhinolophus euryale, Rhinolophus mehelyi, mientras en invierno constituye colonias monoespecíficas o se asocia a Rhinolophus ferrumequinum. Su rápido vuelo le permite efectuar largos desplazamientos estacionales entre los distintos refugios y zonas de alimentación.

## Distribución
Es una especie de origen subtropical, ampliamente distribuida por el sur de Europa, África, Asia y Australia, aunque está cuestionada la pertenencia a esta especie de las poblaciones asiáticas y australianas. En Europa está presente en todo el sur del continente, desde la península ibérica hasta el Cáucaso. En España ocupa toda la península y gran parte de las Islas Baleares.

## Hábitat
Es una especie típica cavernícola, que se refugia casi exclusivamente en cavidades naturales, minas y túneles. A veces, sobre todo en invierno y primavera, ejemplares aislados o pequeños grupos pueden ocupar refugios atípicos (fisuras, viviendas o puentes). Los refugios están situados tanto en el dominio termomediterráneo como supramediterráneo, en áreas montañosas o llanas, con o sin cobertura forestal y desde el nivel del mar hasta los 1400 metros, localizándose la mayoría de los refugios entre los 400 a 1100 m.

## Amenazas
Como ocurre en el resto de especies cavernícolas, la pérdida de refugios y las molestias humanas durante los periodos críticos de reproducción e hibernación son las principales causas de desaparición de las colonias, siendo especialmente sensible a los cierres de los refugios mediante rejas, utilizadas a menudo para proteger el patrimonio arqueológico o para la seguridad de las personas.